# Хама Джаза
Хама Джаза (курд. Hama Jeza) (нар. 1949, Сулейманія, Королівство Ірак — пом. 2010, Сулейманія, Ірак) — іракський співак курдського походження. 

## Життєпис
У 1969 приєднався до національно-визвольного руху і провів багато років у горах Курдистану як боєць Пешмерга. У 1980 співак узяв участь у новому перевороті та відіграв у ньому важливу роль, оскільки записував патріотичні пісні та гімни, що заохочували членів Пешмерга до боротьби. 
Згодом Хама Джаза емігрує зі своєю сім'єю до Данії, де продовжує співати. Повертається до рідного міста в 1991 році. 26 жовтня 2009 року міністр культури регіонального уряду Курдистану вручив йому премію. 
Через довготривалу хворобу Хама Джаза помер у віці 61 року. Похований у м. Сулейманія.